# Филиппинская шпорцевая кукушка
Филиппинская шпорцевая кукушка (лат. Centropus viridis) — вид птиц семейства кукушковых (Cuculidae). Выделяют четыре подвида. Эндемик Филиппин.

## Описание
Филиппинская шпорцевая кукушка — кукушка среднего размера с длинным мощным, загнутым книзу клювом и длинным широким хвостом. Длина тела варьирует от 42 до 44 см, самки несколько крупнее самцов и весят в среднем около 150 г, тогда как самцы — 113 г. Половой диморфизм в окраске оперения не выражен. Подвиды различаются по окраске оперения. C. v. carpenter и C. v. mindorensis полностью чёрные, в то время как C. v. viridis и C. v. major — чёрные с каштановыми крыльями. Радужная оболочка красная, клюв серый или чёрный. Голый участок кожи вокруг глаз серого цвета. Ноги серые. На Лусоне встречается белая морфа с матово-желтоватым клювом. У молодых птиц верхняя часть тела тёмно-коричневого цвета с беловатыми стержнями перьев на голове и мантии; надхвостье и верхняя часть хвоста тёмно-коричневые с бледными кончиками перьев; крылья каштанового цвета с тёмно-коричневыми полосками; нижняя часть тела чёрновато-коричневая; нижняя часть хвоста коричневато-чёрная с зеленоватым отливом и неясными коричневыми полосками.

## Биология
Филиппинская шпорцевая кукушка обитает на лугах, полях и пастбищах, встречается на высоте до 2000 м над уровнем моря. Ведёт преимущественно наземный образ жизни. Питается насекомыми и другими беспозвоночными, а также мелкими позвоночными. Сезон размножения приходится на период с апреля по июль. Не является гнездовым паразитом. Закрытое шаровидное гнездо с боковым входом размещается на высоте от 1 до 1,5 м над землей. В кладке три беловатых яйца. Инкубационный период длится примерно 2 недели.

## Подвиды и распространение
Выделяют четыре подвида:
- Centropus viridis major Parkes & Niles, 1988 — остров Бабуян
- Centropus viridis viridis (Scopoli, 1786) — островные группы Лусон, Висайские острова, Минданао и остров Холо
- Centropus viridis mindorensis (Steere, 1890) — 	острова Миндоро и Семирара[англ.]
- Centropus viridis carpenter Mearns, 1907 — остров Батан